# 소과 (문학가)
소과(蘇過, 1072년 ~ 1123년)는 북송(北宋)의 문학가이다. ‘동파(東坡)’라는 호로 잘 알려져 있는 소식(蘇軾:1037~1101)의 계자(季子)이며 세상에서 소식을 대파(大坡), 소과를 소파(小坡)라 불렀다. 소과의 자는 숙당(叔黨)이다.
부친 소식이 혜주(惠州)·담이(儋耳)·염주(廉州)·영주(永州) 등지에 유배되었을 때, 소과가 유일하게 소식을 곁에서 모셨다. 1101년(소과 나이 30세), 소식이 상주(常州)에서 별세하자 (아들 소과는) 여주(汝州) 겹성(郟城) 소아미산(小峨眉山)에 장사(葬事)를 지내고 마침내 영창(潁昌)에 기거하였다. 호수의 남쪽에 수죽(水竹) 밭 여러 이랑을 경영하며 그곳을 소사천(小斜川)이라 명명하고, 사천거사(斜川居士)라 자호하였다. 52세에 별세하였다. 문집에 《사천집(斜川集)》이 있다.